# Kings & Queens of the Underground
Kings & Queens of the Underground (рус. Короли и королевы андеграунда) — седьмой студийный альбом английского рок-музыканта Билли Айдола, записанный после 9 лет творческого молчания.

## Об альбоме
В сентябре 2013 года Билли Айдол объявил о работе над новым альбомом, который должен быть завершён предварительно осенью 2013 года. По словам Айдола, на диске предположительно будет 10—11 песен, которые звучали на концертах в последнее время.
15 сентября 2014 года был выпущен видеоклип на «Can’t Break Me Down». На официальном канале Билли Айдола на Youtube размещались видеоролики, рассказывающие о работе над альбомом. Айдол выступил в шоу Jimmy Kimmel Live!, исполнив «Can’t Break Me Down» и «Rebel Yell». 13 мая был выпущен видеоклип к «Save Me Now».
Предыдущий альбом Айдола, Devil’s Playground 2005 года, был ориентирован главным образом на молодое поколение. Kings & Queens of the Underground выстроен «по лекалам 80-х», но при этом Айдол, не изменяя своему стилю, трансформирует его под свою личную музыкальную действительность. Основная мысль альбома — светлое чувство ностальгии, приправленное оптимистической мыслью о том, что ещё не всё кончено и что жизнь продолжается. Элементы реминисценции воссоздают картину 70-80-х, музыкант вспоминает прошлое (и не только своё), однако в нём отсутствует стремление воскресить былое.
Альбом выпущен вслед за автобиографией «Dancing With Myself».

## Отзывы критиков

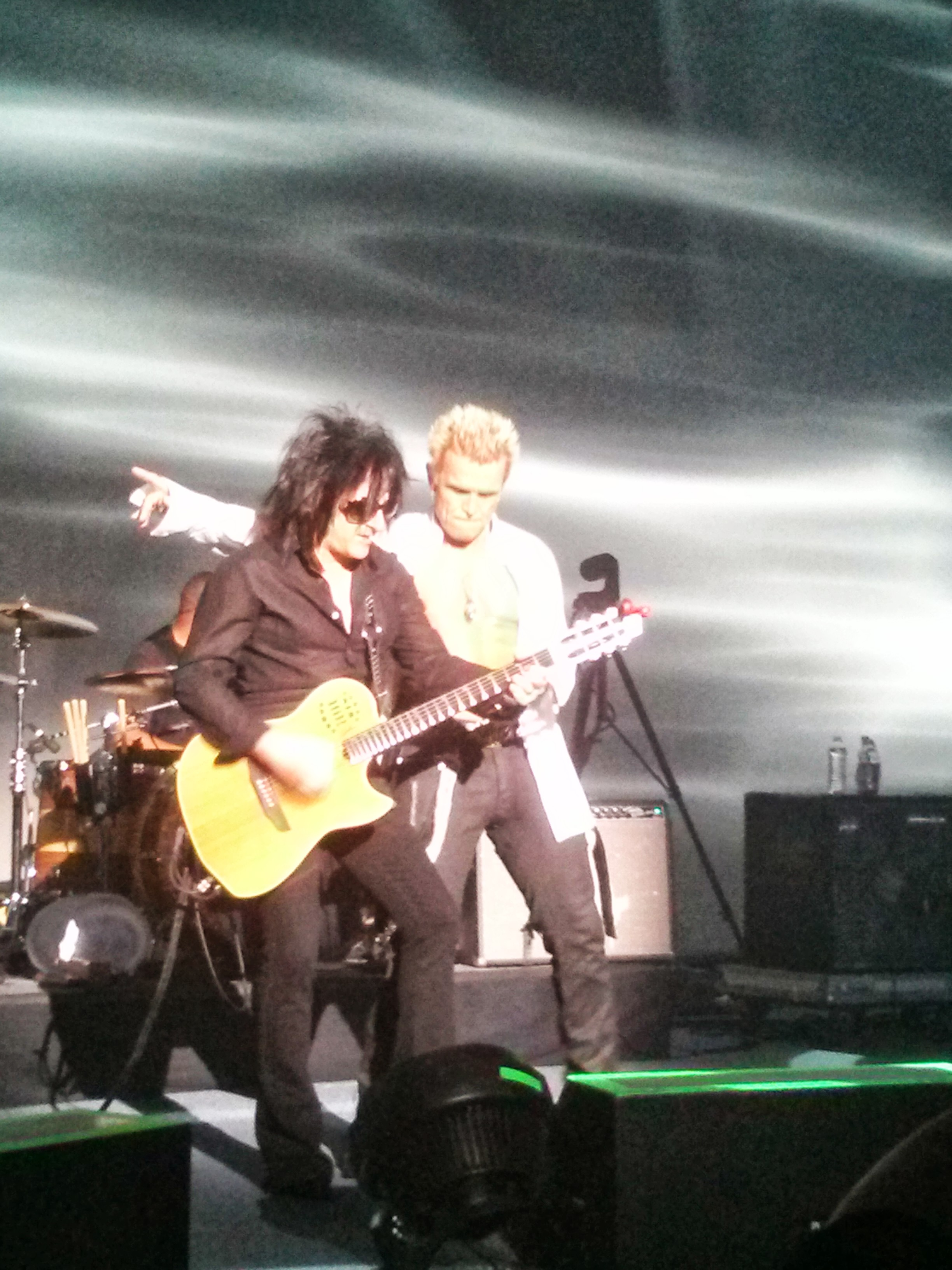
Стив Стивенс (слева) и Айдол на Google I/O, 2013

Критики единодушно признают, что альбом содержит реплики Айдола с себя самого же образца 80-х, но альбому это не вредит; рецензент All Music Guide отмечает работу Тревора Хорна, взявшего лучшие элементы творчества Билли и обернувшего это в выигрышный кокон арена-рока. Пример тому — «Postcards From the Past», сочетающая в себе ритм «White Wedding» и ярость «Rebel Yell», наиболее известных его творений.
Андрей Бухарин с Rolling Stone Russia отметил «бодрый» сингл с альбома «Can’t Break Me Down», «Save Me Now», напоминающую «Planet Earth» Duran Duran, и «Postcards From the Past», полную фирменной «сдерживаемой энергии» Айдола, но выразил сожаление по поводу того, что большая часть альбома состоит из среднетемповых композиций и полуакустических баллад, которые «не к лицу хрестоматийному рок-стару», образ которого воплощает Айдол.
Катерина Гафт в рецензии на сайте cd-reviews похвалила музыкальную палитру и великолепные тексты альбома и сравнила Kings & Queens of the Underground со старым альбомом с фотографиями, стоящим на полке в гостиной, который всегда можно открыть, но войти туда повторно не получится — да и нужно ли? «Молодой панк-бунтарь переродился в солидного и взрослого мужчину, который пишет песни, оглядываясь на свой прошлый опыт с лёгкой усмешкой. <…> Сколько бы нам не было лет, что бы с нами не происходило — мы всё ещё короли и королевы андеграунда. И всегда ими будем. Это, пожалуй, лучший девиз для альбома 58-летнего героя сцены панк-рока и глэм-метала.»
Пол Лестер из Classic Rock написал, что Kings & Queens... демонстрирует Айдола реальным человеком, разрывающимся между крайностями, и воспринимается как эпитафия: наполовину — торжественная речь, наполовину — грустное прощание. «Смесь сожаления и гнева по поводу угасания света, одиноких слёз и яростного махания кулаками, печали об уходящем времени и решимости встретиться с будущим, чего бы оно ни несло. Выигрышная, волнующая комбинация».

## Список композиций
| №                   | Название                            | Автор(ы)                                 | Длительность |
| ------------------- | ----------------------------------- | ---------------------------------------- | ------------ |
| 1.                  | «Bitter Pill»                       | Билли Айдол · Эрик Базилиан · Гленн Росс | 3:57         |
| 2.                  | «Can't Break Me Down»               | Айдол · Кёрстин · Дэн Нигро              | 3:42         |
| 3.                  | «Save Me Now»                       | Айдол · Джордж Уильям Льюис · Кёрстин    | 4:31         |
| 4.                  | «One Breath Away»                   | Айдол · Стив Стивенс · Билли Моррисон    | 4:10         |
| 5.                  | «Postcards from the Past»           | Айдол · Стивенс · Моррисон               | 4:20         |
| 6.                  | «Kings & Queens of the Underground» | Айдол · Стивенс · Моррисон               | 4:53         |
| 7.                  | «Eyes Wide Shut»                    | Айдол · Стивенс · Моррисон               | 4:29         |
| 8.                  | «Ghosts in My Guitar»               | Айдол · Стивенс                          | 4:47         |
| 9.                  | «Nothing to Fear»                   | Айдол · Стивенс · Моррисон               | 4:39         |
| 10.                 | «Love and Glory»                    | Айдол · Стивенс · Моррисон               | 4:28         |
| 11.                 | «Whiskey and Pills»                 | Айдол · Брайан Тичи                      | 3:43         |
| Общая длительность: | Общая длительность:                 | Общая длительность:                      | 42:47        |

| №   | Название             | Автор(ы)     | Длительность |
| --- | -------------------- | ------------ | ------------ |
| 12. | «Hollywood Promises» | Айдол · Тичи | 4:11         |

| №   | Название                               | Автор(ы)             | Длительность |
| --- | -------------------------------------- | -------------------- | ------------ |
| 12. | «Hollywood Promises»                   | Айдол · Тичи         | 4:11         |
| 13. | «Cradle of Love» (концерт в Вене)      | Айдол · Дэвид Вернер | 4:42         |
| 14. | «Dancing with Myself» (концерт в Вене) | Айдол · Тони Джеймс  | 5:39         |

## Участники записи
- Билли Айдол — вокал
- Стив Стивенс — лид-гитара, ритм-гитара; акустическая гитара (1, 6 — 8, 11)
- Тревор Хорн — бас-гитара (1, 4 — 11), клавишные (6, 8, 11), программирование (5, 7, 8)
- Эш Соан — ударные (1, 4, 6 — 10), перкуссия (1, 8)
- Билли Моррисон — ритм-гитара (4, 9)
- Мэтт Черберлин — ударные (3)
- Джоэль М Питерс — ударные (11)
- Тим Уэйднер — перкуссия (4, 9, 11), программирование (7)
- Джулиан Хинтон — оркестровые аранжировки (4, 6, 8, 10)
- Пит Мюррей — оркестровые аранжировки (7)
- Джефф Даунс — клавишные (1, 4 — 10)
- Кэмерон Пул — программирование (1, 4, 9), клавишные (7, 9, 11), гитара (9)
- Грег Кёрстин — гитара (2), ударные (2), бас-гитара (2,3), клавишные (2, 3), программирование (3)
- Джош Кэмпбелл — программирование (1, 5), гитара (5), бас-гитара (11)
- Рената Соколовска — флейта (6)